# Jean-Luc Marion
Jean-Luc Marion (Meudon, 3 de julio de 1946) es un filósofo francés. Se caracteriza por una filosofía fenomenológica combinada con un uso posmoderno de la teología. Entre sus ideas más importantes cabe destacar el don, el amor y el carácter 'saturado' de la experiencia.

## Vida
Comenzó sus estudios de filosofía en la Universidad de Nanterre (París X) y en la Sorbona, posteriormente continuó sus estudios en la École Normale Supérieure de París, junto a filósofos franceses como Lévinas, Derrida, Althusser, Jean Beaufret y Michel Henry. Logró su doctorado en 1980.
Al mismo tiempo que avanzaba en sus estudios de filosofía, comenzó su interés por la teología, bajo la influencia de Louis Bouyer, Jean Daniélou, Henri de Lubac y Hans Urs von Balthasar.
Su primer destino como profesor de filosofía fue la Universidad de Poitiers, hasta que obtuvo el cargo de director de filosofía en París X-Nanterre. A partir de 1996 ocupó este mismo puesto en la Universidad de París IV (Sorbona).
En la actualidad, divide su tarea docente entre la Universidad de Chicago donde ejerce como profesor de estudios católicos, filosofía de la religión y teología y la Universidad Paris IV (Sorbona). Asimismo dirige la colección Épiméthée en Presses Universitaires de France (P.U.F).
Jean Luc Marion se casó en 1970 y es padre de dos hijos.

## Pensamiento
De inspiración fenomenológica, el trabajo de Marion se puede cualificar como teológico. De ahí que haya suscitado reacciones de crítica, como las levantadas por Dominique Janicaud a propósito del “giro teológico de la fenomenología francesa”.[cita requerida]
Aunque una buena parte de su obra ha estado directamente influenciada por autores como Heidegger y Husserl, en tanto que representantes emblemáticos y fundadores de la fenomenología, se le reconoce por lo general como un genuino especialista en Descartes, a cuyo estudio ha dedicado una trilogía compuesta por los libros: Sur l’ontologie grise de Descartes (Sobre la ontología gris de Descartes,1975), Sur la théologie blanche de Descartes (Sobre la teología blanca de Descartes, 1981), y Sur le prisme métaphysique de Descartes (Sobre el prisma metafísico de Descartes, 1986). Se trata de un cuerpo de estudios que coexiste en sus inicios con la publicación del Index des “Regulae ad directionem ingenii” de René Descartes. Avec des lestes de leçons et conjectures étables par G. Crapulli (Rome, Edizioni dell’ Ateneo, 1976), y al que proseguirán en la década de los noventa dos nuevos volúmenes: Questions cartésiennes: Méthode et métaphysique (París, PUF, 1991) y Questions cartéssienes II: Sur l’ego et sur Dieu (París, PUF, 1996).
La mayor importancia del pensamiento de Marion estriba en sus estudios relacionados con la fenomenología de la religión, campo al que ha aportado la noción de "fenómeno saturado". Por este se entiende un tipo particular de fenómeno que sobrepasa la objetividad de lo dado y que concede su derecho al acontecimiento de la trascendencia, para hacer de lo revelado un modo privilegiado de la manifestación. La infinitud del rostro (Lévinas), pero también el don (Derrida), el icono (Marion), la carne (Henry), lo imposible y el llamado (Chrétien) corresponden a esta clase de fenómenos. Su intelección exige la apertura a una relación hasta ahora impracticada con el fenómeno, caracterizado ya no por su contenido de presencia, sino justamente por un exceso de donación. En este campo, son de notar intereses análogos a los de Jacques Derrida sobre el don, tema al que por su parte Marion dedica estudios como Réduction et donation (Reducción y donación, 1989) y Étant donné: essai d'une phénoménologie de la donation (Siendo dado: Ensayo para una fenomenología de la donación 1997).
Según Marion, la metafísica fracasa en su búsqueda de Dios, porque lo considera como el ser supremo. Esto no es sino una reducción de la creencia religiosa a la onto-teo-logía, concepto definido por Heidegger como estructura esencial y fundante de la metafísica. Para Marion, Dios es mucho más que un ente, y si acaso podemos llegar a él, no es con deducciones trascendentales como el argumento ontológico, ni con categorías metafísicas como las de la herencia onto-teológica, sino a partir del don y del amor. Así, trata de aproximarse a Dios de una forma fenomenológica que integra la experiencia de la revelación, aspecto al que están dedicadas sus obras Dieu sans l´être (Dios sin el ser, 1982), L’Idole et la Distance (El ídolo y la distancia, 1977) y Prolégomènes à la charité (Prolegómenos a la caridad, 1986), en las que se advierte una enorme influencia de la ética de Lévinas.
Recientemente su investigación se ha orientado a profundizar en el fenómeno del amor, expuesto en su libro Le phénomène érotique (El fenómeno erótico, 2004), en el que afirma la univocidad del amor, tanto entre seres humanos, como respecto a Dios.
La postura posmoderna de Marion se ve realzada por su formación en patrística, teología mística, fenomenología y filosofía moderna.

## Libros de J.-L. Marion en castellano
En orden de publicación, los libros de Jean-Luc Marion traducidos al castellano son los siguientes:
- Prolegómenos a la caridad Madrid. Trad. Carlos Díaz. Ed. Caparrós. 1993.
- El ídolo y la distancia. Trad. Sebastián M. Pascual y Nadia Latrille. Salamanca. Sígueme. 1999.
- Acerca de la donación. Una perspectiva fenomenológica. Trad. Gerardo Losada. Buenos Aires. Jorge Baudino Ediciones - UNSAM. 2005.
- El fenómeno erótico. Seis meditaciones. Trad. Silvio Mattoni. Buenos Aires. Ed. Literales: El Cuenco de Plata. 2005.
- El cruce de lo visible. Trad. Javier Bassas y Joana Masó. Castellón: Ellago Ediciones, 2006.
- Sobre la ontología gris de Descartes. Trad. Alejandro García Mayo. Madrid. Escolar y Mayo Editores. 2008.
- Siendo dado: Ensayo para una fenomenología de la donación. Trad. y presentación de Javier Bassas Vila. Madrid. Síntesis. 2008.
- Dios sin el ser. Trad. Carlos Enrique Restrepo, Daniel Barreto y Javier Bassas Vila. Rev. y estudio final de Javier Bassas Vila. Vilaboa (Pontevedra), Ellago Ediciones, 2010.
- Reducción y donación. Investigaciones acerca de Husserl, Heidegger y la fenomenología. Buenos Aires. Prometeo Libros - UCA. 2012.
- Cuestiones cartesianas I. Método y Metafísica. Buenos Aires. Prometeo Libros - UCA. 2012.
- A decir verdad. Encuentro. 2022.

## Artículos de J.-L. Marion en castellano
En orden de publicación, han sido publicados los siguientes artículos de Jean-Luc Marion traducidos al castellano:
- “El mal en persona”. (Capítulo de: Prolegómenos a la caridad). Trad. Carlos Díaz. En: Revista Católica Internacional Communio. Vol. 1, n.º V. Madrid: septiembre-octubre de 1979, pp. 16-28.

- “El alma de la paz. A propósito del pacifismo”. Trad. V. Martín. En: Revista Católica Internacional Communio. Vol. 7, n.º V. Madrid: septiembre-octubre de 1985, pp. 479-487.

- “Para Dios no hay nada imposible”. Trad. Antonio-Gabriel Rosón Alonso. En: Revista católica internacional Communio. Vol. 11, n.º IV-V. Madrid: julio-octubre de 1989, pp. 305-317.

- “El interpelado”. Trad. Juan Luis Vermal. En: Taula, Quaderns de pensement, n.º 13-14. Palma de Mayorca, 1990, pp. 87-97.

- “El sujeto en última instancia”. Trad. Ramón Rodríguez. En: Revista de filosofía. Vol. VI, n.º 10. Editorial Complutense, Madrid, 1993, pp. 439-458.

- “El conocimiento de la caridad”. Trad. Pablo Largo. En: Revista católica internacional Communio. Vol. 16, septiembre-octubre de 1994. Madrid (Segunda época), pp. 384-396.

- “La doble idolatría. Observaciones sobre la diferencia ontológica y el pensamiento de Dios”. (Capítulo de: Dios sin el ser). Trad. Alberto Drazul. En: Nombres, Revista de Filosofía. n.º 8-9, Córdoba, noviembre de 1996, pp. 105-130.

- “Entrevista a Jean-Luc Marion por Vincent Citot y Pierre Godo”. Trad. Ernestina Garbino. En: Nombres, Revista de Filosofía. n.º 19. Córdoba, abril de 2005, pp. 123-145.

- “El tercero o el relevo del dual”. Trad. Juan Carlos Scannone. En: Stromata, Vol. 62, n.º 01-02. San Miguel, enero-junio, 2006, pp. 93-120. Incluido también en: Comunión. ¿Un nuevo paradigma? Buenos Aires. Ed. San Benito, 2006, pp. 105-131.

- “Teo-lógica”. En: El universo filosófico. (André Jacob, Dir.). Trad. José Ignacio Galparsoro Ruiz y Francisco José Posa Martín. Madrid: Akal, 2007, pp. 36-49.

- “¿Es el argumento ontológico realmente ontológico? El argumento sobre la existencia de Dios según san Anselmo y su interpretación metafísica en Kant”. Trad. Oscar Figueroa. En: Tópicos, Revista de Filosofía, n.º 32. México, julio de 2007, pp. 179-205.

- “El icono o la hermenéutica sin fin”. (Capítulo de: De Surcroît. Études sur les phénomènes saturés. P.U.F., 2001).Trad. Javier Bassas Vila. En: Alea, Revista Internacional de Fenomenología y Hermenéutica. n.º 5, 2007, pp. 137-164.

- “Sobre el don. Una discusión entre Jacques Derrida y Jean-Luc Marion”. Trad. Jorge Alexander Páez y Carlos Enrique Restrepo. En: Anuario Colombiano de Fenomenología. Vol. III. Medellín: Universidad de Antioquia, 2009, pp. 243-274.

- “El fin del fin de la metafísica”. Trad. Carlos Enrique Restrepo. En: Anuario colombiano de fenomenología, Vol. IV. Popayán: Universidad del Cauca, 2010. Incluido también en: Carlos Enrique Restrepo. La remoción del ser. La superación teológica de la metafísica. Bogotá: Editorial San Pablo, 2012, 168 p.

- “Genealogía de la muerte de Dios”. Trad. Carlos Enrique Restrepo. En: Escritos, Vol. 19, n.º 42. Medellín: Universidad Pontificia Bolivariana, 2011, pp. 161-189.

- “Ver desde el punto de vista de Dios. Conversación con Jean-Luc Marion”. Trad. Carlos Enrique Restrepo. En: Anuario Colombiano de Fenomenología, Vol. V. Bucaramanga: Universidad Industrial de Santander, 2011, pp. 165-171.
- "Límites y finitud". Trad. Jorge Luis Roggero. Revisión técnica: Javier Bassas Vila. En: Jorge Luis Roggero (ed.), Jean-Luc Marion. Límites y posibilidades de la Filosofía y de la Teología,  Buenos Aires,  SB Editorial,  Colección Post-Visión, 2017, pp. 13-18.
- "Donación y hermenéutica". Trad. Jorge Luis Roggero. En: Anuario Colombiano de Fenomenología,  volumen IX (2017), pp. 533-554.
- "La banalidad de la saturación". Trad. Juan Carlos Moreno Romo. En: Jorge Luis Roggero (ed.), El fenómeno saturado.  La excedencia de la donación en la fenomenología de Jean-Luc Marion,  Buenos Aires,  SB Editorial,  2020, pp. 13-47.
- Marion, J.-L. (2023). En el nombre o cómo callarlo. Trad. Jorge Roggero. Revista de Filosofía UCSC, 22(2), 217–249. https://doi.org/10.21703/2735-6353.2023.22.2.2315

## Estudios en castellano sobre J.-L. Marion
Dossiers
- Revista de occidente, n.º 258. “Filosofía y teología”. Madrid, 2002.
- Anuario Colombiano de Fenomenología, Vol. III. “Jean-Luc Marion”. Medellín: Instituto de Filosofía, Universidad de Antioquia, 2009.
- Pensamiento y cultura, n.º 13/2. “El giro teológico de la fenomenología”. Bogotá: Universidad de La Sabana, 2010.
- Escritos de Filosofía, n.º 6. "Los límites de la fenomenicidad", Argentina, Academia Nacional de Ciencias de Buenos Aires, 2018.

Libros y artículos
- Arboleda Mora, Carlos. Profundidad y cultura. Del concepto de Dios a la experiencia de Dios. Universidad Pontificia Bolivariana, Medellín, 2007.
- Arboleda Mora, Carlos. “Dios: ¿Ser o don?”. En: Escritos. Vol 17, n.º 38. Universidad Pontificia Bolivariana, Medellín, enero-junio de 2009, pp. 14-53.
- Castrillón, L. A., & Arboleda Mora, C. (2023). Experiencia religiosa, lenguaje y libertad. Anales De Teología, 18(1), 65–89. Recuperado a partir de https://revistas.ucsc.cl/index.php/analesdeteologia/article/view/1880
- Barreto, Daniel. “Entre Jean-Luc Marion y Jacques Derrida. A propósito de la alabanza y la oración como actos de habla”. En: Philologica canariensia, n.º 10-11. Las Palmas de Gran Canaria, 2004-2005, pp. 533-546.
- Barreto, Daniel. “La donación y lo imposible. Aproximación a la filosofía de Jean-Luc Marion”. En: Almogaren, n.º 37. Las Palmas de Gran Canaria, 2005, pp. 11-37.
- Barreto, Daniel. “El debate entre Jean-Luc Marion y Jacques Derrida. Una introducción”. En: Revista Laguna, n.º 18. Universidad de La Laguna, Tenerife, 2006, pp. 35-47.
- Bassas Vila, Javier. "Las 'Comme-fessions' de san Agustín. Apuntes sobre el giro espiritual de la fenomenología en J.-L. Marion", Pensamiento y Cultura, 13, 2, 2010, pp. 171-180.
- Bassas Vila, Javier. "Traducción inmanente vs traducción trascendente (o cómo traducir la metafísica J.-L. Marion vs A. Badiou)", Doletiana: revista de traducció, literatura i arts, 4, 2012-2013, pp. 2-11
- Alvis, J., & Novoa Rojas, F. (2023). Sujeto y tiempo: La alteración de la subjetividad kantiana de Jean Luc Marion. Resonancias. Revista De Filosofía, (16), 149–165. https://doi.org/10.5354/0719-790X.2023.71731
- Celli, E. (2022). Dios en la propuesta de Jean Luc Marion: del giro teológico al giro levinasiano. Anales De Teología, 24(2), 185–193. https://doi.org/10.21703/2735-6345020220420204
- Capelle, Philippe. Fenomenología francesa actual. Jorge Baudino Ediciones/UNSAM, Buenos Aires, 2009.
- Gilbert, Paul. Algunos pensadores contemporáneos de lengua francesa. Universidad Iberoamericana, México, 1996.
- Grassi, Martin, "Del dios del que (no) se puede hablar. Lo idolátrico y lo icónico en Jean-Luc Marion", Nuevo Pensamiento, 5, 5, 2015, pp. 27-61.
- Greish, Jean. El cogito herido. Jorge Baudino Ediciones/UNSAM, Buenos Aires, 2001.
- Inverso, Hernán. "De E. Husserl a J.-L. Marion: Donación y límites de la fenomenología". En: Revista Franciscanum. Bogotá: Universidad de San Buenaventura, 2012.
- Inverso, Hernán. "Polo subjetivo y toma de iniciativa. : La fenomenología de lo inaparente y el contra-método marioniano", Escritos, 26, 56, 2018, pp. 63-82.
- Inverso, Hernán. "Los principios de la fenomenología y la fenomenología de lo inaparente. Aspectos del método en las filosofías de Michel Henry y Jean-Luc Marion", Areté, 31, 2, 2019, pp. 349-376.
- Mena Malet, Patricio. "El fenómeno de la apelación", Co-herencia: revista de humanidades, 12, 23, 2015, pp. 107-137.
- Mena Malet, Patricio. "Donación y Subjetividad en La Nueva Fenomenología en Francia: Marion, Romano y Barbaras", Trans/Form/Ação, 40, 1, 2017, pp. 187-210.
- Murga, Ezequiel. “La relación entre reducción y subjetividad en J.-L. Marion”, Stromata LXXII, N.º 2, 2016, pp. 187-205.
- Novoa, F. (2020). El testimonio del fruto: los acontecimientos apilados a partir del pensamiento de Jean Luc Marion. Revista De Filosofía, 19(1), 41–59. https://doi.org/10.21703/2735-6353.2020.19.0100003
- Novoa, F. (2022). Ausencia del pensamiento en el arte: aportes de Jean Luc Marion. Revista De Filosofía, 20(2), 69–88. https://doi.org/10.21703/2735-6353.2021.20.02004
- Pizzi, Matías Ignacio. “La hermenéutica del ícono en Nicolás de Cusa y Jean-Luc Marion a la luz del concepto de amor”, en Teología y Cultura, Buenos Aires, Año 13, Vol. 18, 2016, pp. 9-28.
- Pizzi, Matías Ignacio. “El pasaje de una fenomenología de la visión a una fenomenología del lenguaje: las huellas de Dionisio Areopagita en el fenómeno erótico de Jean-Luc Marion”, en Teología y Cultura, Año 15, Vol. 20, 2018, pp. 9-21.
- Pizzi, Matías Ignacio. "La controversia Falque-Marion sobre el eicona dei cusano: ¿una insospechada concordantia philosophorum?, Escritos de Filosofía, Academia Nacional de Ciencias de Buenos Aires, Nro 6, Dossier "Los límites de la fenomenicidad", pp. 106-124.
- Pizzi, Matías Ignacio. "Exploraciones sobre el lenguaje no-predicativo en la fenomenología de Jean- Luc Marion: Dionisio Areopagita y Friedrich Nietzsche", en Revista Litura, N.º 2, 2019, pp. 1-13.
- Pizzi, Matías Ignacio. "Alcanzar a Dios sin Dios. La relación entre fenomenología y teología en Edmund Husserl y Jean-Luc Marion", en Areté. Revista de Filosofía, N.º 32 (2), 2020, pp. 417-441.
- Pommier, Eric (comp.). La Fenomenología de la donación de Jean-Luc Marion, Buenos Aires, Prometeo, 2017.
- Restrepo, Carlos Enrique. "La "muerte de Dios" y la constitución onto-teológica de la metafísica", Estudios de Filosofía, 36, 2007, pp. 157-174.
- Restrepo, Carlos Enrique. "La 'muerte de Dios' y la cuestión teológica". Aproximaciones a la obra de Jean-Luc Marion", Eidos: Revista de Filosofía, 8, 2008, pp. 182-194.
- Restrepo. Carlos Enrique.  "Visible-Invisible. Notas para una interpretación icónica del rostro", Acta Fenomenológica Latinoamericana, vol. III, 2009, pp. 279-287.
- Restrepo, Carlos Enrique. "El giro teológico de la fenomenología. Introducción al debate", Pensamiento y cultura, 13, 2, 2010, pp. 115-126.
- Restrepo, Carlos Enrique. "En torno al ídolo y al icono. Derivas para una estética fenomenológica", Fedro: revista de estética y teoría de las artes, 10, 2011, pp. 26-41.
- Restrepo, Carlos Enrique. "La superación teológica de la metafísica", Cuestiones teológicas, 38, 89, 2011, p. 35.
- Restrepo, Carlos Enrique. La remoción del ser. La superación teológica de la metafísica. Bogotá: Editorial San Pablo, 2012.
- Roggero, Jorge Luis. “Arte y concepto. La crítica de Jean-Luc Marion al arte conceptual”, Eikasia. Revista de Filosofía, Eikasia Ediciones, Oviedo, España, Nro. 66, 2015, pp. 205-222.
- Roggero, Jorge Luis. “La función del arte en la fenomenología de la donación de J.-L. Marion”, Investigaciones Fenomenológicas. Revista de la Sociedad Española de Fenomenología (SEFE), nro. 13, 2016, pp. 173-192.
- Roggero, Jorge Luis. “La ‘dimensión religiosa’ de la fenomenología de la donación de J.-L. Marion”, Revista Universitaria de Filosofía Endoxa. Facultad de Filosofía de la UNED, número 40, 2017, pp. 335-354.
- Roggero, Jorge Luis, (ed.), Jean-Luc Marion. Limites y posibilidades de la Filosofía y de la Teología, Buenos Aires, SB Editorial, Colección Post-Visión, 2017.
- Roggero, Jorge Luis. “La ‘filosofía última’ de J.-L. Marion”, Tópicos, Revista de Filosofía. Facultad de Filosofía de la Universidad Panamericana de México, número 55, 2018, pp. 31-60.
- Roggero, Jorge Luis. “La fenomenología de la donación de J.-L. Marion: una hermenéutica del amor”, Anuario de Filosofía Jurídica y Social, Revista de la Asociación Argentina de Derecho Comparado, Nro. 38, 2018, pp. 259-279.
- Roggero, Jorge Luis. "La esencia de la manifestación: la revelación como el límite de la fenomenicidad en la obra de Jean-Luc Marion", Escritos de Filosofía, Academia Nacional de Ciencias de Buenos Aires, Nro. 6, Dosier "Los límites de la fenomenicidad", 2018, pp. 91-105.
- Roggero, Jorge Luis. “El problema de la donación en la fenomenología de J.-L. Marion”, Areté. Revista de Filosofía, Departamento de Humanidades de la Pontificia Universidad Católica del Perú, vol. 31, nro. 1, 2019, pp. 191-215.
- Roggero, Jorge Luis. Hermenéutica del amor. La fenomenología de la donación de Jean-Luc Marion en diálogo con la fenomenología del joven Heidegger, Buenos Aires, SB Editorial, colección Post-Visión, 2019.
- Roggero, Jorge Luis. “Filosofía y Teología en la ‘vía fenomenológica’ de J.-L. Marion”, Nuevo Pensamiento. Revista de Filosofía, Instituto de Investigaciones Filosóficas de la Facultad de Filosofía de la Universidad del Salvador área San Miguel, vol. 9, n.º 13, 2019, pp. 1-25.
- Roggero, Jorge Luis. “La receptividad del adonado en J.-L. Marion”, Signos filosóficos. Revista de la Universidad Autónoma Metropolitana, Unidad Iztapalapa, División de Ciencias Sociales y Humanidades, Departamento de Filosofía, vol. 21, núm. 42, 2019, pp. 110-135.
- Roggero, Jorge Luis. “Los cuatro niveles de hermenéutica en la fenomenología de J.-L. Marion”, Revista de Filosofía, Universidad Complutense de Madrid, 45, 1, 2020, pp. 141-160.
- Roggero, Jorge Luis, (ed.), El fenómeno saturado. La excedencia de la donación en la fenomenología de Jean-Luc Marion, Buenos Aires, SB Editorial, Colección Post-Visión, 2020.
- Roggero, J. L. (2023). Paz y amor. La posibilidad de la constitución política y jurídica de una comunidad en la fenomenología de J.-L. Marion como continuadora de la propuesta de E. Levinas. En-Claves Del Pensamiento, (34), e631. https://doi.org/10.46530/ecdp.v0i31.631
- Porcel Moreno M. (2023). La donación como cuestión. La lectura marioniana de las Logische Untersuchungen. Anales del Seminario de Historia de la Filosofía, 40(3), 611-626. https://doi.org/10.5209/ashf.78676
- Pizzi M. I. (2023). Lenguajes del exceso en la nouvelle phénoménologie française : Jean-Luc Marion y Claude Romano. Logos. Anales del Seminario de Metafísica, 56(1), 83-103. https://doi.org/10.5209/asem.85989
- Vargas-Andrade, S. (2022). Towards a mystic-theology of donation. Cuestiones Teológicas, 49(111), 1–24. https://doi.org/10.18566/cueteo.v49n111.a06
- Cazzanelli, S. (2022). La donación sin fenómenos de Jean-Luc Marion: Una crítica hermenéutico-fenomenológica. Pensamiento. Revista De Investigación E Información Filosófica, 78(299), 1085–1097. https://doi.org/10.14422/pen.v78.i299.y2022.011
- González Ríos, J., & Pizzi, M. I. (2022). Certitudes négatives y docta ignorantia: La presencia de la máxima doctrina de la ignorancia de Nicolás de Cusa en la fenomenología de la donación de Jean-Luc Marion. Daimon Revista Internacional de Filosofía, (85), 37–50. https://doi.org/10.6018/daimon.394441
- Murga E. D. (2022). El discernimiento hermenéutico en Jean-Luc Marion. Revista de Filosofía , 47(2), 455-470. https://doi.org/10.5209/resf.71121
- Porcel Moreno, M., & Angulo Ordorika, I. (2022). Jesucristo como fenómeno saturado. Un acercamiento fenomenológico al Evangelio de Juan a partir del pensamiento de Jean-Luc Marion. Perseitas, 10, 495–526. https://doi.org/10.21501/23461780.4417
- Scannone, Juan Carlos. “Fenomenología y hermenéutica en la ʻfenomenología de la donaciónʼ de Jean-Luc Marion”. En: Stromata, 61 (1/2), 2005, pp. 179-193.
- Scannone, Juan Carlos. “Los fenómenos saturados de Jean-Luc Marion y la fenomenología de la religión”. En: Stromata, 61 (1/2), 2005, pp. 1-15.
- Vargas Guillén, Germán. Ausencia y presencia de Dios. Diez estudios fenomenológicos. Bogotá: Editorial San Pablo, 2011.
- Vinolo, Stéphane, "Jean-Luc Marion: Escribir la ausencia, el giro teológico como porvenir de la filosofía". En: Escritos, Vol. 20, N°45, 2012, pp. 275-305.
- Vinolo, Stéphane, "¿Qué más da? La estética en Jean-Luc Marion". En: Escritos, Vol. 25, N.º 54, 2017, pp. 197-220.
- Vinolo, Stéphane, "Jean-Luc Marion y la teología. Pensar desde el amor". En: Theologica Xaveriana, 186, 2018, pp. 1-29.
- Vinolo, Stéphane, "Subjetivaciones contemporaneas – Alain Badiou y Jean-Luc Marion". En: Eidos, n.º 31, 2019, pp. 279-306.
- Vinolo Stéphane, Jean-Luc Marion: La fenomenología de la donación como relevo de la metafísica. Quito: Pontificia Universidad Católica del Ecuador. 2019.
- Walton, Roberto. "Subjetividad y donación en Jean-Luc Marion". Buenos Aires (disponible en la web).
- Walton, Roberto. “Reducción fenomenológica y figuras de la excedencia”. En: Tópicos n.º 16. Santa Fe. 2008, pp. 169-187